# Astragalus clavatus
Astragalus clavatus är en ärtväxtart som beskrevs av Dc. Astragalus clavatus ingår i släktet vedlar, och familjen ärtväxter. Inga underarter finns listade i Catalogue of Life.